# 吉川いと
吉川 いと（よしかわ いと、1994年5月31日 - ）は、日本のAV女優。ファイブプロモーション所属。

## 略歴・人物
東京都出身。2012年にデビューした、小柄で華奢なロリ系のAV女優である。
2014年7月、セガのゲーム「龍が如く」のキャラクター出演をかけたセクシー女優人気投票にエントリー。同年8月24日、結果発表。「龍が如く0 誓いの場所」への出演権を逃した。順位・得票数未発表。
2014年9月2日、同月27日のイベントを最後に所属事務所（マインズ）を辞めることを発表。「吉川いと」としての活動は出来なくなるが、引退ではなく仕事は継続する意向もあわせて表明。同年10月15日、自身のツイッターでそのままの芸名でファイブプロモーションへ移籍したことを発表した。
2016年5月24日、自身のツイッターで引退を発表。

## 作品

### イメージDVD
- Pure Moe Mix（2013年8月25日、日本コンテンツ流通）

### アダルトDVD
2012年
- 街角美少女を、本気でヤッちゃいました。 vol.06 東京都町田市で顔射ナンパ編（12月21日、プレステージ）他出演:RENA、近藤綾奈、木崎実花、園宮萌、荻原くるみ、柳瀬ミリヤ、春野つき、須田夏希

2013年
- 痰つばかけ涎交換えぐい接吻レズ 2（3月4日、アイリング）他出演:及川はるな、岡田なつき、星崎亜耶、蘭乃ゆめ、こずえまき、吉村安奈、鈴木鈴、美咲あすみ、栗原みく
- Wハンド くすぐりSEXエステ（3月19日、コチョ）他出演:渡里麻穂、安達まどか、吉村安奈
- 電気あんまする女（4月2日、ラハイナ東海）他出演:渡里麻穂、安達まどか、藤咲リオナ、河西ちなみ、希咲あや、長谷見一美、坂田もも、谷村みなみ、福元美砂恵、安達柚奈、仲間直緒、長谷川しずく ほか
- 日本の女性器大図鑑 私のオマ●コ見て下さい♥ 40人4時間DX vol.02（4月19日、BURST）他出演:鈴木さとみ、水嶋あい、白砂ゆの、葉月めぐ、河西ちなみ、早瀬ありす、春菜ゆず、叶咲ゆめ、小西美羽、成嶋このみ、板野有紀、南えりか、佐月麻央、大塚まゆ、中川美香、ゆうきさや、武井麻希、桜瀬奈、藤崎小春、一ノ瀬アメリ、木崎実花、小泉ミツキ、蒼乃ミク、綾瀬ルナ、相沢恋、立花愛佳、沢田あいり、鈴木鈴、河愛杏里、水澤りの、小桜りく、中川アンナ、穂積ゆうり、早坂愛梨、安達柚奈、藤美るか、森野ひなの、夏目優希、紡木かよ
- ドアノブ@舐めしゃぶる（4月19日、LABO）他出演:遠藤あいこ、藤咲リオナ、安達まどか、浅野唯、要里緒菜、栗原すみれ、長谷見一美、白井あずみ、坂田もも、希咲あや、安達柚奈 ほか
- いいなり幸薄少女の悲しい貧乳3（5月15日、ケー・トライブ）
- キミだけに語りかけ! ロリっ娘20人! オマ●コぴちゃぴちゃ指入れ自画撮りオナニー 4時間DX vol.06（5月17日、ロリオナ）他出演:成宮ルリ、夏目優希、吉見りいな、一ノ瀬アメリ、綾瀬ルナ、穂積ゆうり、小橋咲、紡木かよ、相沢恋、河西ちなみ、安達柚奈、有村まゆか、佐月麻央、藤美るか、荻原くるみ、大桃りさ、中川アンナ、長谷川ゆり、小倉さとみ
- 女子校生15人 オマ○コ指入れ ぴちゃぴちゃ自画撮りオナニー vol.11（5月20日、プリモ）他出演:葵野まりん、ありさ、南野ゆきな、大槻みそら、川仲ことみ、水谷さゆみ、香椎みなみ、椎名みゆ、藤美るか、成海華音 ほか
- 赤面!マジ友の前で羞恥 仲良しだから見せたくない!!ナンパされた2人組が恥ずかしい行為をお互いに見られるという究極の羞恥体験（6月10日、ホットエンターテイメント）
- めいっ子倶楽部 #6（6月15日、ケー・トライブ）
- ド田舎の川辺で無垢な小○生に悪戯してそのまま近くの温泉で乱交しちゃいました。（6月19日、妄想族）
- 美少女即ハメ白書 14（7月19日、ソクハメラボ）他出演:篠宮ゆり、相武もも、長谷川かほ
- 白と黒のあいだ（8月15日、テンパラメンタル）
- Pure Moe Mix いと（8月25日、 日本コンテンツ流通 ）
- 肛門バックリアナルダンス（8月27日、NOモザイク）他出演:松井奈々、相沢れおな、滝川マリア、愛沢えみり、高沢沙耶
- 家出娘 いと（9月19日、グローリークエスト）
- 制服女子校生と中出し乱交（10月1日、ズッコン/バッコン）共演:湊莉久、彩城ゆりな、夢咲りぼん、白石はるか、吉川いと、安達まどか
- 私が相手で勃起しないのはどう考えてもお前らのチンポが悪い!（10月11日、First Star）共演:永井ゆりな
- マン汁まで舐めあい、愛し合うレズ性交2（10月19日、ゑびすさん）他出演:中居ちはる、今井花菜、谷村みなみ、香月リオン、高沢沙耶、秋菜はるか、遊佐このみ、有坂未央、吉村杏菜
- 性と尻（11月21日、7AKNR）他出演:春原未来、武井麻希、北川エリカ
- 国民的アイドル♥ M-girls 誘惑大乱交 4時間SPECIAL 〜今どきアイドル達が業界タブーの枕営業〜（12月1日、MOODYZ）共演:友田彩也香、有村千佳、初美沙希、葵こはる、鈴村みゆう、湊莉久、長谷川しずく、阿部乃みく、乙葉ななせ
- 3日以上はき込んだ染み付き汚れパンツをまん汁で更に汚す女子校生のオナニー2（12月1日、ゑびすさん）他出演:安達柚奈、初芽里奈 ほか
- 小生意気で「ひやけあと」がまぶしい娘の部活仲間（JK）がお泊まり会! ビキニからはみ出した僕のチ○ポを偶然見てしまったJKは大人の男に興味津々（12月1日、MOODYZ）
- 妹限定!! 危険日直撃! 200万円争奪! 生中出しじゃんけん大会! どっちの男がゴム付き?ゴム無しチ○ポを選んでしまったら孕んじゃう! 6（12月5日、michiru）共演:乙葉ななせ、市川まひろ、須藤ななみ、武藤つぐみ
- 八福神淫舌口汁搾り（12月13日、アロマ企画）共演:乙葉ななせ、三井里緒、夾未、こなみ葵、篠田あさみ、穂村さやか、鈴本遥
- 毛の無い少女に中出し 10（12月15日、ケー・トライブ）
- 白と黒のあいだ 4時間BEST（12月15日、テンパラメンタル）

2014年
- 目上の女性の挑発パンチラ2 〜無防備お姉さんと探し物編〜（1月13日、アロマ企画）
- ちっちゃなおんなの子4（1月20日、ケー・トライブ）
- 新 クリトリスの皮を剥いて豆いぢり その2（2月13日、アロマ企画）
- 未熟な妹中出し4 いとちゃん（2月17日、ケー・トライブ）
- ねばねば濃厚接吻レズ学園（2月19日、ゑびすさん）
- スパンデクサー（脚フェチ・接吻・凌辱・痴女）（2月28日、GIGA）
- MOODYZ2013 BEST HIT （3月1日、MOODYZ）
- 聖き汐のアルビレオ（3月14日、STUDIO2.5）
- その友情は本物? 嫌がらせ中出し 友情と物欲、どっちを選ぶ!?相手をより嫌がらせたほうに豪華賞品!親友どうしだから相手が本当にセックスしたくない男も知っている! 元カレ・NG男優・不潔男・粘着ファン、徹底的に無理な男のチ○ポで相手を攻撃!!（3月20日、michiru）共演:武藤つぐみ
- 『おちんちん舐めてもいいですか?』美少女20人達の萌え萌えフェラチオ240分♪4（4月13日、ケー・トライブ）
- 女子校生同士の濃厚変態レズ（4月19日、ゑびすさん）共演:武藤つぐみ
- 爆乳のお姉さんにレズ悪戯するちびっこロ●ータ（5月10日、ROCKET）
- 貧乳美少女連続中出し2（5月18日、ケー・トライブ）
- 羞恥心 おませなパイパン娘/優子の恥じらいSEX/幼な妻の憂鬱（6月1日、FAプロ）
- 拘束陵辱 軟体パイパン肉便器 いとチャン（6月1日、山と空）
- イキたくてもイカせない! イカせず中出し交渉! 寸止め地獄で判断能力を低下させてからナマチ○ポ挿入を誘惑、中出し交渉!デビュー女優から人気女優まで手加減なしの快楽地獄!（6月5日、Mr.michiru）
- ケートライブ厳選 奇跡のロリ美少女2 ベスト版（6月15日、ケー・トライブ）
- 素人応募 羞恥調教・自慰 〜私のMを開花させて下さい〜（6月17日、ラハイナ東海）
- アナルでSEXしてみたい…。無垢な少女の恥ずかしいお願い。 吉川いと（7月1日、無垢）※AV OPEN2014ミドル級エントリー作品
- 深夜パトロール途方に暮れている真夜中過ぎの娘は、確実にヤレる（7月1日、プレステージ）
- 共同便所で一緒になった男に声かけて即ズボするOLたち（7月1日、プレステージ）
- パイパン中出し 4時間 vol.4（7月13日、ケー・トライブ）
- キャンプ場で引率のボランティアスタッフに野外レイプされる小●生（7月25日、I.B.WORKS）
- 初めて来宅した息子の彼女のノーブラキャミソールが湿って乳首ポッチがクッキリに!そんな姿に我慢できず、彼女を襲った父親（8月8日、V＆R PRODUCE）
- ロリ体型いもうと連続中出し（8月10日、ケー・トライブ）
- 平成二十五年度『無垢』卒業アルバム 下半期総集編2013年10月〜2014年2月 美少女十六人総出演 四百八十分濃厚豪華版（8月13日、無垢）
- フリーのヘアメイクさん初のAV撮影現場で発情しちゃったんですか?（9月2日、プレステージ）
- 妹ハーレム りくとななせといと（9月13日、無垢）共演：湊莉久、乙葉ななせ
- ラットファイト〜女子のくすぐりあい、パイ投げあい、乳首相撲〜（9月19日、ゑびすさん）共演:武藤つぐみ
- 女子校生逃走レイプ（9月26日、青空ソフト）
- 偏差値30の修学旅行 ハメをはずしたちょっとおバカな女子校生とエッチな思い出作り（10月9日、SWITCH）共演:川菜ひかる、萌芭、水城亜優 ほか
- ロリ体型美少女いとちゃんベスト4時間 吉川いと（10月12日、ケー・トライブ ）※単体総集編
- 女汁接待（10月13日、アロマ企画）共演:桜瀬奈、高坂りこ、白咲碧
- 絶対領域とX字パンチラ（10月25日、アロマ企画）
- 全裸角オナニー4（11月13日、アロマ企画）
- 純粋無垢な女子校生がベッドやシーツを掴んでイキまくるプライベートSEX（11月13日、無垢）
- 拘束戦隊 スパイダーエンジェル 狙った獲物は絶対逃がさない!（11月25日、kawaii*）共演:武藤つぐみ、萌芭
- イベント終わりのコスプレイヤーと中出し乱交（12月1日、ズッコン/バッコン）共演:吉永あかね、篠宮ゆり、小西まりえ、阿部乃みく、長谷川しずく
- キモいおたくコミュに潜入してオタサーの姫を寝取る盗撮映像（12月1日、変態紳士倶楽部）
- 腰デストラクションMIX Vol.1（12月19日、バトル）
- ザ・デュエル・オブ・ディーバ2 〜闘姫の決闘〜（12月26日、バトル）共演:夏川みずほ

2015年
- 宇宙星女アンドロメディーナ（2月27日、GIGA）共演:高木愛美
- うちの妻にかぎって…「キスしたら…諦めてくれますか…」かき消えそうな声でそう言うと僕の妻は他の男にカラダを許した【寝取られ】人妻中出し【NTR】9（3月25日、ビッグモーカル）
- 座る余裕もなくその場で立ちション女の立ち小便!（4月14日、ラハイナ東海）
- ヒロインイメージファクトリー ミス・サンライズ＆スパンデクサー（4月17日、GIGA）
- スキンヌード（4月28日、INTEC Inc）
- 転校したら男は僕一人ぼっちだった…。9（5月21日、アキノリ）共演:山本美和子、浅倉愛、高山えみり、杏咲望、彩城ゆりな、みずのみう、御舟みこと、あゆみ翼、原波瑠、久留美なな、松浦ゆきな、川原里奈、月野こころ、春海紗奈、なつめ愛莉、若月まりあ、夏海花凛、星野ひびき、葉山美空、かのんこゆる、里咲しおり、愛原れの
- ツインテール貧乳パイパンロリータ少女に中出し（6月12日、TMA）共演:早乙女ゆい、土屋あさみ、井上みづき
- 貞操逆転アプリを手に入れた（7月9日、ROCKET）共演：陽木かれん、真木今日子
- 想像してみてください、あなたは教師。10人の純真無垢な○学生と突然エレベーターに閉じ込められたら…。あなたが生きている内にやり遂げたかった10のタブー2（7月10日、V&R PRODUCE）共演：逢菜つみき、青井いちご、倉科紗央莉、桜木郁、森井つむぎ、宮崎夏帆、陽木かれん、聖菜アリサ、若菜かなえ
- デカ尻娘と父親が尻コキ素股で近親相姦（7月23日、ROCKET）
- SEXのハードルが異常に低い世界10スペシャル（7月23日、DEEPS）
- 素人酔ったアニオタ2人に生中出し007◆ライヴ!酩酊寝ハメられ女、狂気のゲス女の巻（9月1日、プラム）共演：聖菜アリサ
- 学校に内緒でパンツを売ってマ●コを見せる女 JK・吉川いと（9月15日、ワニッチ）
- TripleHoles3 クチ・マ●コ・アナルの贅沢な使い方（10月1日、MOODYZ）共演：青井いちご
- 騙される女（11月1日、FAプロ）
- スチュワーデス研修会まるごと全員と中出し乱交（11月1日、ズッコン/バッコン）共演：初美沙希、星野ひびき、水原さな、葉山美空、聖菜アリサ、武藤あやか、土屋慧、美泉咲、羽月希
- 女子校の先生になれるビデオ（11月1日、MOODYZ）共演：土屋慧、聖菜アリサ、涼南佳奈、夏海花凛、白石みお、葉山美空、七海りこ
- 南米ペルーから輸入した『理性を99％奪い去る強力媚薬』を女に飲ませたら、白目を剥いて感じまくるほど効いた!!（11月5日、OFFICE K’S）
- 妹ハーレム（11月13日、無垢）共演：阿部乃みく、篠宮ゆり
- 完全主観 アナタのセンズリお手伝いしてあげる（11月20日、OFFICE K’S）
- 手を使わないフェラチオ Vol.9（11月20日、OFFICE K’S）
- 花びら大回転!おしゃぶりピンサロ店!（11月27日、ケイ・エム・プロデュース）共演：七海りこ、聖菜アリサ、白石みお
- 人妻ラブホ盗撮 不倫現場流出 サービスタイムの情事3（11月27日、GIGOLO）
- 近親相姦 変態家族 歪んだ一家の日常記録（12月1日、FAプロ）共演：咲本はるか、月島杏奈

2016年
- レズ接吻2（1月1日、ゑびすさん）
- レズ04 肛門アナル（1月11日、フェティッシュジャパン）共演：武藤つぐみ
- 危険日直撃訪問!子作り性教育3 〜絶倫先生が教え子の家に家庭訪問して生中出しセックス実習〜（2月6日、Mr.michiru）
- サエない僕に同情した女子校生の妹に「擦りつけるだけだよ」という約束で素股してもらっていたら互いに気持ち良すぎてマ○コはグッショリ!でヌルっと生挿入!「え!?入ってる?」でもどうにも止まらなくて中出し!（4月7日、アイエナジー）
- 女子プロレズFight!02（4月8日、千悶堂）共演：夏海花凛
- 常に性器結合メンズエステ2（4月21日、アイエナジー）
- 中高年が憧れる 性的いたずら（4月25日、FAプロ）
- メタリックガールセックス11（4月29日、アキバコム制作部）
- BATTLEエクストリームトーナメント2016 一回戦第一試合（4月29日、バトル）共演：神波多一花
- 女下忍衆 其の弐 〜雑魚くノ一はかなき大散華〜（5月27日、GIGA）共演：白石みお、紗藤まゆ、ゆり菜すず、しほのちさ、聖菜アリサ、椎名千影、朝比奈京子、尾崎ののか、浜本まり

## 出演

### テレビ
- 第1回パラダイステレビ的エロゲーム実況生放送（2016年2月11日、パラダイステレビ）[9]

### 映画
- 陶酔妻 白濁に濡れる柔肌（2016年2月26日、監督：国沢実、オーピー映画）‐ 三沢綾 役[10]
- 大人志願 恥じらいの発情（2016年5月13日、監督：竹洞哲也、オーピー映画）‐ 中村友美 役[11]